# Castelul Bethlen din Arcalia
Castelul Bethlen din Arcalia este un ansamblu de monumente istorice aflat pe teritoriul satului Arcalia; comuna Șieu-Măgheruș.

Ansamblul este format din următoarele monumente:
- Castelul Bethlen (cod LMI BN-II-m-A-01614.01)
- Parcul dendrologic al castelului Bethlen (cod LMI BN-II-s-A-01614.02)